# Медведьорово
Медведьо́рово (рос. Медведёрово, башк. Медведеров) — село у складі Кушнаренковського району Башкортостану, Росія. Входить до складу Ахметовської сільської ради.
Населення — 90 осіб (2010; 101 у 2002).
Національний склад:
- росіяни — 84 %